# Нидерланды на зимних Олимпийских играх 1992
Нидерланды принимали участие в Зимних Олимпийских играх 1992 года в Альбертвиле (Франция) в одиннадцатый раз за свою историю, и завоевали одну золотую, одну серебряную и две бронзовые медали.

## 01!Золото
- Конькобежный спорт, женщины, 10 000 метров — Барт Велдкамп.

## 02!Серебро
- Конькобежный спорт, женщины, 5 000 метров — Фалько Зандстра.

## 03!Бронза
- Конькобежный спорт, мужчины, 1 500 метров — Лео Виссер.
- Конькобежный спорт, мужчины, 5 000 метров — Лео Виссер.

## Состав олимпийской сборной Нидерландов

### Конькобежный спорт
Спортсменов —
Женщины
| Соревнование | Спортсмены      | Результат | Место |
| ------------ | --------------- | --------- | ----- |
| 500 метров   | Кристине Афтинк | 40,66     | 5     |
| 1000 метров  | Кристине Афтинк | 1:22,60   | 4     |